# Michael Gundlach (Musiker, 1960)
Michael Gundlach (* 18. Juli 1960 in Hamburg) ist ein deutscher Musiker und Arrangeur.

## Musikalischer Werdegang
Aufgewachsen ist Michael Gundlach in Hamburg-Lurup. Im Alter von acht Jahren begann sein Unterricht an der elektronischen Orgel und am Klavier – unter anderem bei Erich Sendel und Asmus Hintz. 1972 wurde er Europameister beim Yamaha-Electone-Festival in der Juniorenklasse bis 16 Jahren. Es folgten viele Konzerte in und um Hamburg. 1980 wurde er Europameister beim Yamaha-Electone-Festival und belegte bei der Weltausscheidung 1978 und 1980 in Japan den 2. Platz. Es folgten Konzertreisen durch Deutschland, Schweden, Österreich und die Schweiz.
1983 stieg Michael Gundlach in die Showband Belcantos ein und trat ein Jahr später zusammen mit der Finkwarder Speeldeel bei Konzerten in Australien und Mexiko auf. Im selben Jahr begann die umfangreiche musikalische Zusammenarbeit mit Rolf Zuckowski. 1986 war er musikalischer Begleiter der ZDF-Sendung 1, 2 oder 3. 1988 wirkte er als Keyboarder bei den Aufnahmen zur CD „Sommerkinder“ mit. 1998 gab er beim Kinder- und Familienfestival Tage voller Glücksminuten an der Mosel 27 Konzerte mit Rolf Zuckowski. Im Juli 2000 startete die Tournee Wir hier an der Elbe. Entlang der Elbe gastieren sie in 23 Orten – von Cuxhaven bis Mělník (Tschechien).
2002 wirkte er bei der Aufzeichnung des Live-Albums Rolfs Zuckowski - 20.00 live in der Balver Höhle mit. Im gleichen Jahr bekam er den Alsterfrösche Echo in Hamburg verliehen. 2003 folgen der ZDF-Live-Mitschnitt So eine Gaudi und die gleichnamige DVD-Veröffentlichung, außerdem die Aufzeichnung des Live-Albums ...und ganz doll live in Mainz.
Im Rahmen einer Deutschlandtournee gaben Michael Gundlach und Rolf Zuckowski 2004 über 200 Konzerte mit dem Titel Sing mit uns dein Lieblingslied!, mehr als 220 000 Besucher (Kinder, Eltern, Großeltern) kamen zu den Konzerten. 2006 folgten dann mehrere Abendkonzerte mit der Zuckowski-Band in Deutschland, Italien und Belgien.
2010 trat Gundlach im Rahmen der Konzertreise „Rales Musikmärchen - Die Elfen- und Feen-Tour 2010“ entlang der Märchenstraße zusammen mit Rale Oberpichler auf. Die Hamburger Sängerin ist vielen als die Stimme der Vogelmama in Rolf Zuckowskis Vogelhochzeit bekannt.
2012 wirkte er bei den Sixdays Bremen bei sechs Solo-Mitmach-Konzerten mit.

## Veröffentlichungen
Arrangeur bei folgenden Musikdrucken
- Rolf Zuckowski: Rolf und seine Freunde - Die Jahresuhr, Hans Sikorski, Hamburg 1992, ISBN 978-3-920880-37-2.
- Rolf Zuckowski: Rolfs neue Schulweg-Hitparade, Hans Sikorski, Hamburg 1992, ISBN 978-3-920880-41-9.
- Keyboard live / Band 1. Rolf Zuckowski und seine Lieder, 1992
- Keyboard live / Band 2. Oldies but goldies, 1992
- Keyboard live / Band 3. Volksmusik-Hitparade 1992
- Keyboard live / Band 4. Made in Germany, 1992
- Keyboard live / Band 5. Alle Jahre wieder, 1992
- Rolf Zuckowski: Was bringt der Dezember, Hans Sikorski, Hamburg 1993, ISBN 978-3-935196-30-7.
- Keyboard live / Band 6. Happy sixties, 1993
- Keyboard live / Band 7. Hits for lovers, 1994
- Rolf Zuckowski: Freunde wie wir, Hans Sikorski, Hamburg 1995, ISBN 978-3-920880-54-9.
- Rolf Zuckowski: Stille Nächte - helles Licht, Hans Sikorski, Hamburg 1996, ISBN 978-3-920880-76-1.
- Rolf Zuckowski: Rolf und Seine Freunde - Gute Laune - gute Fahrt, Hans Sikorski, Hamburg 1998, ISBN 978-3-920880-82-2.
- Rolf Zuckowski: Wir Optimisten, Hans Sikorski, Hamburg 1998, ISBN 978-3-920880-81-5.
- Rolf Zuckowski: Rolf Zuckowski präsentiert: Tiere brauchen Freunde, Hans Sikorski, Hamburg 1999, ISBN 978-3-920880-85-3.
- Hier kommen die Rinks, [Musikdruck], Hans Sikorski, Hamburg 1999, ISBN 978-3-920880-86-0.
- Rolf Zuckowski: Rolfs Hasengeschichte "Ich bin stark", Hans Sikorski, Hamburg 2001, ISBN 978-3-920880-99-0.
- Rolf Zuckowski: Rolf und seine Lieder: Songs für Einsteiger und Überflieger für Gesang und Keyboard, [Musikdruck], Hans Sikorski, Hamburg 2002, ISBN 978-3-935196-29-1.
- Rolf Zuckowski: Die bayerische Vogelhochzeit, Hans Sikorski, Hamburg 2004, ISBN 978-3-935196-56-7.
- Rolf Zuckowski: Hat alles seine Zeit, Hans Sikorski, Hamburg 2006, ISBN 3-935196-69-5.
- Sven Nordqvist: Neue Lieder von Pettersson und Findus (Notensatz), Verlag Oetinger, Hamburg 2010, ISBN 978-3-78918431-4.
- Reinhard Horn: Mein Klavierbuch, Kontakte-Musikverlag, Lippstadt 2011, ISBN 978-3-89617245-7.
- Reinhard Horn: Mein Weihnachtsklavierbuch, Kontakte-Musikverlag, Lippstadt 2011, ISBN 978-3-89617258-7.

Interpret
- Rolf Zuckowski und seine Freunde: Sommerkinder, (Tonträger) Universal Music, Berlin 1988, EAN 0602498779958.